# Шургуял (Советский район)
Шургуял (мар. Шӱргыял) — деревня в Советском районе Республики Марий Эл. Входит в состав Ронгинского сельского поселения.

## География
Находится в центральной части республики Марий Эл на расстоянии приблизительно 5 км по прямой на юго-восток от районного центра посёлка Советский.

## История
Известна с 1865 года как деревня из 36 дворов, проживали 291 человек, работников — 81, работниц — 108. В 1924 году здесь был 51 двор с населением 249 человек, в том числе 230 мари и 19 русских. До войны в деревне зарегистрировано было 57 домов, 224 жителя. После войны деревня не получила развития и население стало сокращаться. В советское время работал колхоз «Якорь».

## Население
Население составляло 33 человека (мари 100 %) в 2002 году, 38 в 2010.